# Cinana
Cinana o Cina o Cinna (en llatí Cynane, Cyna, en grec antic Κυνάνη, Κύνα, Κύννα), era una germanastra d'Alexandre el Gran, nascuda de Filip II de Macedònia i de la seva parella il·líria Audata. El seu pare la va donar en matrimoni al seu cosí Amintes IV de Macedònia, de qui va enviudar el 336 aC.
El 335 aC Alexandre el Gran la va prometre a Langaros, rei dels agrians, en premi pels seus serveis, però aquest va morir de malaltia. Llavors es va dedicar a l'educació de la seva filla Audata o Eurídice, a la qual es diu que va entrenar en exercicis atlètics i arts marcials, tal com ella n'havia après de la seva mare.
Quan Filip III Arrideu va ser nomenat rei l'any 323 aC Cinana va decidir casar-lo amb Eurídice, i se'n va anar a Àsia. Els seus propòsits van alarmar a Perdicas d'Orèstia i Antípater, i el primer va enviar al seu germà Alcetes amb ordre de sorprendre-la pel camí i matar-la. Alcetes la va matar poc després, tot i que les seves tropes s'hi oposaven. Cinana va esperar la mort amb un esperit impertèrrit.
El 317 aC Cassandre, després de derrotar a Olímpies, va enterrar Cinana, Eurídice i Filip III Arrideu, que s'havien casat però van ser assassinats per Olímpies, al cementiri reial d'Eges.